# European Sextett
European Sextett – międzynarodowy zespół jazzowy złożony z muzyków Polski, Niemiec i Francji.
Swoją działalność zespół rozpoczął występem w Warszawie 9 września 1996 roku. W drugiej połowie lat dziewięćdziesiątych koncertował w Niemczech i Francji, w 1997 roku brał udział w międzynarodowym festiwalu jazzowym w Viersen (Viersen Jazz Festival, Niemcy), a w roku 1998 w Grazu (Austria) nagrał płytę Suita Europejska.

## Skład
- Pierre Bertrand – saksofon altowy i saksofon tenorowy, Indian woodflute
- Klaus Gesing – saksofon sopranowy i tenorowy, renaissance-recorder (rodzaj fletu renesansowego)
- Daniel Ziegler – pianino
- Guillaume Dutrieux – trąbka, skrzydłówka, shepherds flute
- Karim Martusewicz – bas akustyczny
- Janusz Janowski – perkusja

## Dyskografia
- Suita Europejska Niemcy 1998. Producent:Maria Lehnen